# CART Precision Racing
CART Precision Racing (nombre en código : IndyCar) es un juego de carreras basado en el campeonato CART para PC desarrollado por Terminal Reality y publicado por Microsoft, en 1997. 